# Moulin Rouge (1928)
Moulin Rouge ist ein britischer Stummfilm aus dem Jahr 1928 von E. A. Dupont mit Olga Tschechowa in der Hauptrolle.

## Handlung
Die laszive und mondäne Tänzerin Parysia ist der Star einer Revue, die derzeit mit großem Erfolg im Pariser Moulin Rouge aufgeführt wird. Für ihre Tochter Margaret, die  gerade von einem mehrjährigen Schulaufenthalt heimgekehrt ist, zeigt sie kein echtes Interesse. Margaret sitzt mit ihrem Verlobten André im Publikum, um ihre Mutter bei der Arbeit zu zeigen. Als Parysia die von Margaret in ihrer Garderobe hinterlassene Nachricht bezüglich ihrer Rückkehr und Anwesenheit liest, reagiert sie sehr verunsichert. Auf einem Fest wird die Heimkunft der Tochter groß gefeiert. André hat ein Auge auf die um einiges ältere Parysia, die so ganz anders als seine brave Verlobte ist, geworfen, und sein Begehren scheint von der Varietékünstlerin erwidert zu werden. Daheim berichtet Margaret ihrer Mutter, dass Andrés konservativer Vater einer Hochzeit mit der Tochter einer Tänzerin nicht zustimmen will. Aus diesem Grund möchte das junge Glück beider Verlobung geheim halten.
Am folgenden Tag sucht Parysia das Gespräch mit Andrés Vater. Doch der ist unnachgiebig und will auch weiterhin nicht, dass sein Sohn in derlei Kreise einheiratet. Parysia beabsichtigt, Margaret und André von der Pleite ihrer Bemühung zu berichten, als unvermittelt die väterliche Nachricht hereinflattert, dass der Alte nun doch seine Zustimmung zur Hochzeit geben wird. Margaret ist überglücklich. Andrés Reaktion bleibt jedoch seltsam verhalten, hat er doch insgeheim gehofft, statt der langweiligen Margaret die „spannendere“ Parysia bekommen zu können. Nun fürchtet er, aus dieser von ihm mittlerweile ungewollten Ehe nicht mehr herauskommen zu können. Als seine Braut in spe den Raum verlässt, fällt er vor Parysia auf die Knie und fleht sie an, ihn endlich zu erhören. Die gereifte Künstlerin fühlt sich einerseits geschmeichelt, will aber andererseits keinesfalls irgendetwas unternehmen, das ihre Tochter verletzen könnte. Um nicht in einen Zwiespalt zu geraten, drängt sie ihren angehenden Schwiegersohn dazu, die Hochzeit mit Margaret schnellstmöglich über die Bühne zu ziehen. Als Margaret wieder das Zimmer betritt, wirken beide wie ertappte Sünder. Um nicht doch noch in Versuchung zu geraten, tönt Parysia, dass André wünsche, bereits in zwei Wochen zu heiraten.
Margaret probiert in den folgenden Tagen Brautkleider an, während André immer verzweifelter nach einem Ausweg sucht. Bei einem Essen mit Margaret beginnt er zu tagträumen und küsst seine Verlobte derart leidenschaftlich, da er in diesem Moment glaubt, er küsse Parysia. Anschließend bringt André Margaret heim und fährt zum Moulin Rouge. In Parysias Garderobe legt er einen Abschiedsbrief ab, in dem er ankündigt, sich das Leben nehmen zu wollen. Am Folgetag will Margaret ihren zukünftigen Schwiegervater abholen. André versucht, sie umzustimmen, da die Straße durchs Gebirge zu gefährlich sei. Auch sein Fahrzeug will er ihr für diese Tour nicht zur Verfügung stellen. Plötzlich fällt er in Ohnmacht. Als André wieder zur Besinnung kommt, ist Margaret mit seinem Auto bereits auf und davon. Parysia erfährt von André, was er vorhatte, ehe er das Bewusstsein verlor: André hat die Bremsen seines Fahrzeugs gelockert, um auf diese Weise mit seinem Wagen in die Schlucht zu stürzen. Parysia wird daraufhin panisch. Sie verlangt von dem jungen Mann, alles zu tun, um Margaret zu retten. Ihretwegen könne er sich ja im Anschluss daran gern umbringen. André schnappt sich Parysias Auto und saust Margaret hinterher. Diese ist inzwischen am Haus von Andrés Vater vorgefahren. Der Diener erklärt jedoch, dass Monsieur verreist sei. Daraufhin setzt sich Margaret wieder hinters Steuer und fährt den langen Weg zurück. Inzwischen ist es Nacht geworden. André kommt Margaret in dem Moment auf der Gebirgsstraße entgegen, als ihre Bremsen versagen. Es kommt zu einem waghalsigen Manöver. André verliert die Kontrolle über Parysias Wagen und verursacht einen Unfall.
Dabei wird Margaret verletzt. Sie muss sich einer Not-OP unterziehen. Parysia erfährt via Telefon von den hochdramatischen Ereignissen. Zwar ist sie nicht mehr fähig, ihre Gedanken zu ordnen, aber sie ist diszipliniert und weiß als alter Showhase, dass sie sich jetzt zusammenreißen muss, denn sie hat nunmehr ihren allabendlichen Auftritt vor sich. Wie in Trance spult sie im Moulin Rouge ihre Nummer herunter. Dann aber, als der Vorhang gefallen ist und sie hinter die Bühne abtritt, bricht Parysia zusammen. Ihre Tochter Margaret ist bald wieder genesen. Am Krankenbett sitzt André und hält zärtlich und voll wiedererwachter Liebe ihre Hand. Parysia meint André gegenüber, ihm sei die Chance gegeben worden, sich zu rehabilitieren. Später fährt das junge Glück in die Flitterwochen. Parysia hingegen lässt sich entschuldigen, dass sie nicht zur Verabschiedung an den Bahnsteig kommen konnte: ihr nächster Auftritt wartet.

## Produktionsnotizen und Wissenswertes
Moulin Rouge war ursprünglich (1926) ein Filmprojekt Hollywoods, das mit Gloria Swanson in der Tschechowa-Rolle gedreht werden sollte. Dazu hatte die Swanson eine Filmgesellschaft gegründet, die von Dupont geleitet werden sollte. Finanziert werden sollte dieses Projekt durch den Erben der Doheny-Erdöl-Dynastie, der zu dieser Zeit zugleich Swansons Manager war.
Nachdem dies Filmprojekt platzte, trat 1927 die British International Pictures in London auf den Plan. Dupont, der unmittelbar zuvor für die British National den Ausstattungsfilm um das Leben der Madame Pompadour, Die Maitresse des Königs, des Regisseurs Herbert Wilcox produziert hatte, wurde als Regisseur für deren Moulin Rouge-Projekt verpflichtet. Dupont kehrte damit zu seinem Lieblingsthema rund um das Leben in der Halbwelt, den Nachtclubs und unter Zirkusleuten, mit dem er 1925 mit Varieté einen international überragenden Erfolg hatte landen können, zurück. Gedreht wurde Moulin Rouge überwiegend Ende 1927, Anfang 1928 wurde der Film fertiggestellt. Die Uraufführung erfolgte am 22. März 1928, am 21. August 1928 war die deutsche Erstaufführung in Berlin. Kurz nach der Uraufführung sah sich Dupont mit einem Plagiatsvorwurf konfrontiert: er soll den Stoff einem Roman entnommen haben. Es kam zu einem Rechtsstreit, der einen für Dupont kostspieligen Vergleich zur Folge hatte.
Für einige technische Belange holte Dupont Spitzenkräfte des deutschen Stummfilms auf die Inseln: so übernahm Werner Brandes die Leitung der Fotografie und Alfred Junge, der 1932 ganz nach England ziehen sollte, entwarf die Filmbauten. Ludwig Kainer war für die Ausstattung und die Requisite verantwortlich, Robert Wuellner übernahm die Aufnahmeleitung. Die Verpflichtung nicht-britischer Kräfte wurde zum Jahresende 1927 durch den Cinematograph Films Act der britischen Regierung erleichtert. Dadurch konnten in den folgenden Jahren eine Fülle von deutschen Künstlern in London arbeiten und dem britischen Kino neue Impulse verschaffen. Zu ihnen zählen bis zu Hitlers Machtantritt 1933 neben den bereits zuvor Genannten auch Henrik Galeen, Arthur Robison, Paul Czinner (alle Regie), Theodor Sparkuhl, Adolf Schlasy, Günther Krampf (alle Kamera) und O. F. Werndorff (Filmbauten).
Die Darstellerin der Margaret (Eve Gray) war in Wahrheit nur drei Jahre jünger als ihre Filmmutter Olga Tschechowa. Der erst 20-jährige, spätere Filmstar Ray Milland (Das verlorene Wochenende, Bei Anruf Mord) gab in Moulin Rouge mit einer ungenannten Kleinstrolle seinen Einstand vor der Kamera.
Im Vorspann des erhaltenen und auf VHS erhältlichen Films ist zu entnehmen, dass Dupont für die Revueszenen originale Showeinlagen aus dem Casino de Paris verwendet hat. Außerdem kopierte er, um weitere Authentizität zu vermitteln, Aufnahmen von Paris bei Nacht ein: vom Eiffelturm, dem Louvre, von beleuchteten Straßenfassaden und Bars.

## Kritiken
„In dieser Produktion ist Herr Duponts szenische Zusammenstellung ausnahmslos zwingend und seine Anschlüsse sind ziemlich gut. Die Schauspielerei hingegen ist bei weitem zu künstlich, und manchmal sind die Posen und Gebärden der Darsteller ziemlich absurd. Ihr Makeup ist ebenfalls amateurhaft. Mag sein, dass es für eine Schauspielerin entschuldbar ist, wenn sie Tränen weint, die mit Wimperntusche getränkt sind. Aber bei einer bescheidenen, jungen Frau, die nicht auf der Bühne steht, mit mausfarbenen Augenlidern zu erscheinen, ist ein wenig zu extravagant. […] Das Highlight dieses Melodrams ist der Zeitpunkt, als es André gelingt, bei voller Fahrt in Höchstgeschwindigkeit von einem Auto in das andere zu wechseln. Den Ausgang der Geschichte betreffend, ist es ziemlich klar, dass André einen Sinneswandel durchmacht, während Parysia damit fortfährt, andere Menschen von der Bühne her zu faszinieren.“

Paimann’s Filmlisten resümierte: „Das Sujet ist originell, stark in seinen Konflikten und interessiert durchgehends. Es ist bis auf geringe, durch Wiederholungen von Revuebildern, welche im übrigen ausgezeichnet gestellt sind, geschaffene Längen spannend inszeniert und in allen Rollen sehr gut dargestellt. Die Photographie ist von einigen etwas harten Szenen abgesehen, sehr gut, die Aufmachung großzügig. – Gesamtqualifikation: Ein Schlager.“